# Міхаель Ґезерер
Міхаель Ґезерер (нім. Michael Geserer; нар. 14 грудня 1969, Регенсбург, ФРН) — колишній німецький тенісист.
Найвищу одиночну позицію світового рейтингу — 189 місце досяг 17 червня 1996, парну — 242 місце — 23 листопада 1992 року.

## Титули на челленджерах

### Парний розряд: (1)
| Ранг | Рік  | Турнір                 | Покриття | Партнер          | Суперники                     | Рахунок  |
| ---- | ---- | ---------------------- | -------- | ---------------- | ----------------------------- | -------- |
| 1.   | 1992 | Калі (місто), Колумбія | Тверде   | Фабіу Сілберберг | Даніель Оршанік Маріо Табарес | 6–4, 6–4 |